# Бэнкс, Скотт
Скотт Бра́йан Бэнкс (англ. Scott Brian Banks; род. 26 сентября 2001, Linlithgow, Уэст-Лотиан) — шотландский футболист, вингер немецкого «Санкт-Паули».

## Клубная карьера
Бэнкс — воспитанник клубов «Линлитгоу Роуз» и «Данди Юнайтед». 3 августа 2019 года в матче против «Инвернесс» Скотт дебютировал в составе последних.
Зимой 2019 года на правах аренды перешёл в «Клайд» до конца сезона. 16 февраля в поединке против «Альбион Роверс» он дебютировал во второй лиге. 6 апреля 2019 года в матче против «Питерхеда» Бэнкс забил первый гол за клуб и отметился голевой передачей, это действие было признано лучшим голом сезона.
В январе 2020 года перешёл в английский «Кристал Пэлас», подписав трёхлетний контракт. Через неделю, он был арендован клубом «Аллоа Атлетик». 22 февраля в матче против «Гринок Мортон» он провёл первый матч за клуб. По окончании аренды, был арендован клубом «Данфермлин Атлетик». 30 января 2021 года в поединке против «Харт оф Мидлотиан» Скотт провёл первый матч за шотландский клуб.
8 августа 2022 года был арендован английский клубом «Брэдфорд Сити». 13 августа в поединке против «Ньюпорт Каунти» вингер дебютировал за «петухов». 20 августа в матче против «Хартлпул Юнайтед» он забил первый гол за «Брэдфорд Сити». По итогам сезона, болельщикам был признан молодым игроком года.
Летом 2023 года был арендован немецким клубом «Санкт-Паули». Проведя всего три матча в составе клуба, Бэнкс получил разрыв крестообразной связки в начале сентября. Вышел на поле в последнем матче сезона и отдал победный ассист, благодаря которому «пираты» вышли в Бундеслигу. По окончании аренды немецкий клуб выкупил игрока. 22 сентября 2024 года в матче против «РБ Лейпциг» он дебютировал в Бундеслиге.

## Достижения
«Санкт-Паули»
- Победитель второй Бундеслиги: 2023/24